# Sito naturale della Cordigliera del Chaltén
Il sito naturale della Cordigliera del Chaltén (Spagnolo: Sitio Natural Cordillera del Chaltén) è un sito naturale che fa parte del parco nazionale Bernardo O'Higgins nella Regione di Magellano e dell'Antartide Cilena, Cile. Si trova tra il confine delimitato dall'incidente della lodo arbitrale del 1994 e sezione B dell'accordo del 1998 tra Argentina e Cile. Ha una superficie di 768 ettari (1 900 acri).
Si trova tra il Monte Fitz Roy e la Torre che copre la parte settentrionale del bacino del Ghiacciaio del Torre.
All'interno del sito naturale, nella catena montuosa del Chaltén spiccano i monti Fitz Roy (3.406 metri sul livello del mare), Pollone, Piergiorgio, il Standhardt, Desmochada, l'ago di Silla, l'ago di Bífida, l'ago di Cuatro Dedos, l'ago di CAT, la punta Anna, la punta Mujer, nonché il passo italiano e parte del ghiacciaio Fitz Roy Nord.
La riserva naturale è stata creata con la Risoluzione n. 74 del 27 febbraio 2014 dalla Corporazione Nazionale Forestale che ha creato anche il Ghiacciaio Pio XI sito naturale nel parco nazionale.

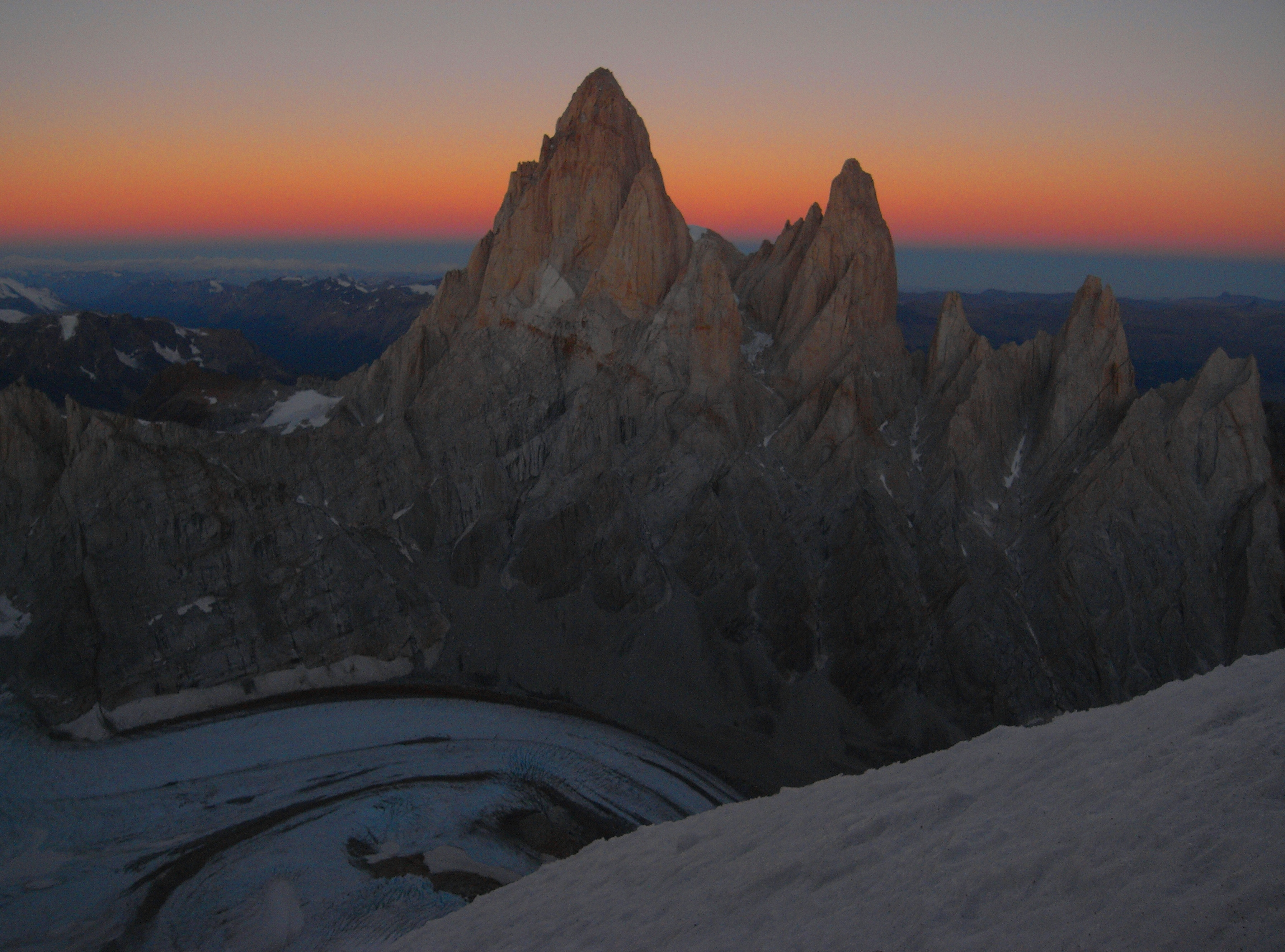
Tramonto del sito naturale della Cordigliera del Chaltén, Cile.